# Metagonia faceta
Metagonia faceta is een spinnensoort uit de familie trilspinnen (Pholcidae). De soort komt voor in Mexico.